# Dirk Kreuter
Dirk Kreuter (* 30. September 1967 in Neuss) ist ein deutscher Autor.

## Leben
Kreuter wurde in Neuss am Rhein geboren und wuchs im Sauerland auf. Nach einer Ausbildung zum Groß- und Außenhandelskaufmann machte er sich 1990 als Handelsvertreter selbständig.

## Rezeption
Das Unternehmerjournal berichtete im Oktober 2022, dass der Umsatz Kreuters 2021 nicht wie von ihm kommuniziert bei 44,6 Mio. Euro lag, sondern bei lediglich 21,3 Mio. Euro und berief sich dabei auf die Zahlen, die von Kreuters Marketingfirma veröffentlicht wurden. Der Artikel ist mit einem Hinweis versehen, dass das Unternehmerjournal von der DCF Verlag GmbH betrieben wird, bei der die Baulig Holding GmbH Mitgesellschafterin ist, die wiederum Gesellschafterin bei der Baulig Consulting GmbH ist. Bei der Baulig Consulting GmbH handelt es sich um einen direkten Wettbewerber Kreuters.

## Publikationen
- Trainerkarriere – Wie Sie als Trainer erfolgreich selbstständig werden und bleiben. Gabal Verlag, Offenbach 2002, ISBN 3-89749-218-0.
- Verkaufs- und Arbeitstechniken für den Außendienst – Das professionelle 1 × 1. Cornelsen Verlag, Berlin 2007, ISBN 978-3-589-23537-7.
- mit Andreas Buhr, Alexander Christiani u. a.: Das Sales-Master-Training. Gabler, Wiesbaden 2010, ISBN 978-3-8349-2501-5.
- Der Messetrainer – In fünf Schritten zu neuen Messekunden. 1. Auflage. Gabler Verlag, Wiesbaden 2002, ISBN 3-409-11999-X. Titel ab der 2. Auflage:
  - Erfolgreich akquirieren auf Messen. 4. Auflage. Gabler Verlag, Wiesbaden 2014, ISBN 978-3-8349-2418-6.
- Training für den Außendienst – Verkaufs- und Arbeitstechniken. 5. Auflage. Cornelsen Verlag, Berlin 2012, ISBN 978-3-06-450719-7.
- Umsatz extrem – Verkaufen im Grenzbereich. Linde Verlag, Wien 2013, ISBN 978-3-7093-0511-9.
- mit Christopher Funk: Verkaufen statt Bewerben: Der direkte Weg zum Traumjob. Linde Verlag, Wien 2014, ISBN 978-3-7093-0538-6.
- Was ich meinem 18-jährigen Ich raten würde. Finanzbuch Verlag, München 2020, ISBN 978-3-95972-345-9.
- Attacke! Mein Weg zum Erfolg. FinanzBuch Verlag, 2023, ISBN 978-3-95972-754-9